# Araespor gazellus
Araespor gazellus är en skalbaggsart som beskrevs av J. Linsley Gressitt 1959. Araespor gazellus ingår i släktet Araespor och familjen långhorningar. Inga underarter finns listade.